# Lethe andersoni
Lethe andersoni är en fjärilsart som beskrevs av Atkinson 1871. Lethe andersoni ingår i släktet Lethe och familjen praktfjärilar. Inga underarter finns listade i Catalogue of Life.

## Bildgalleri

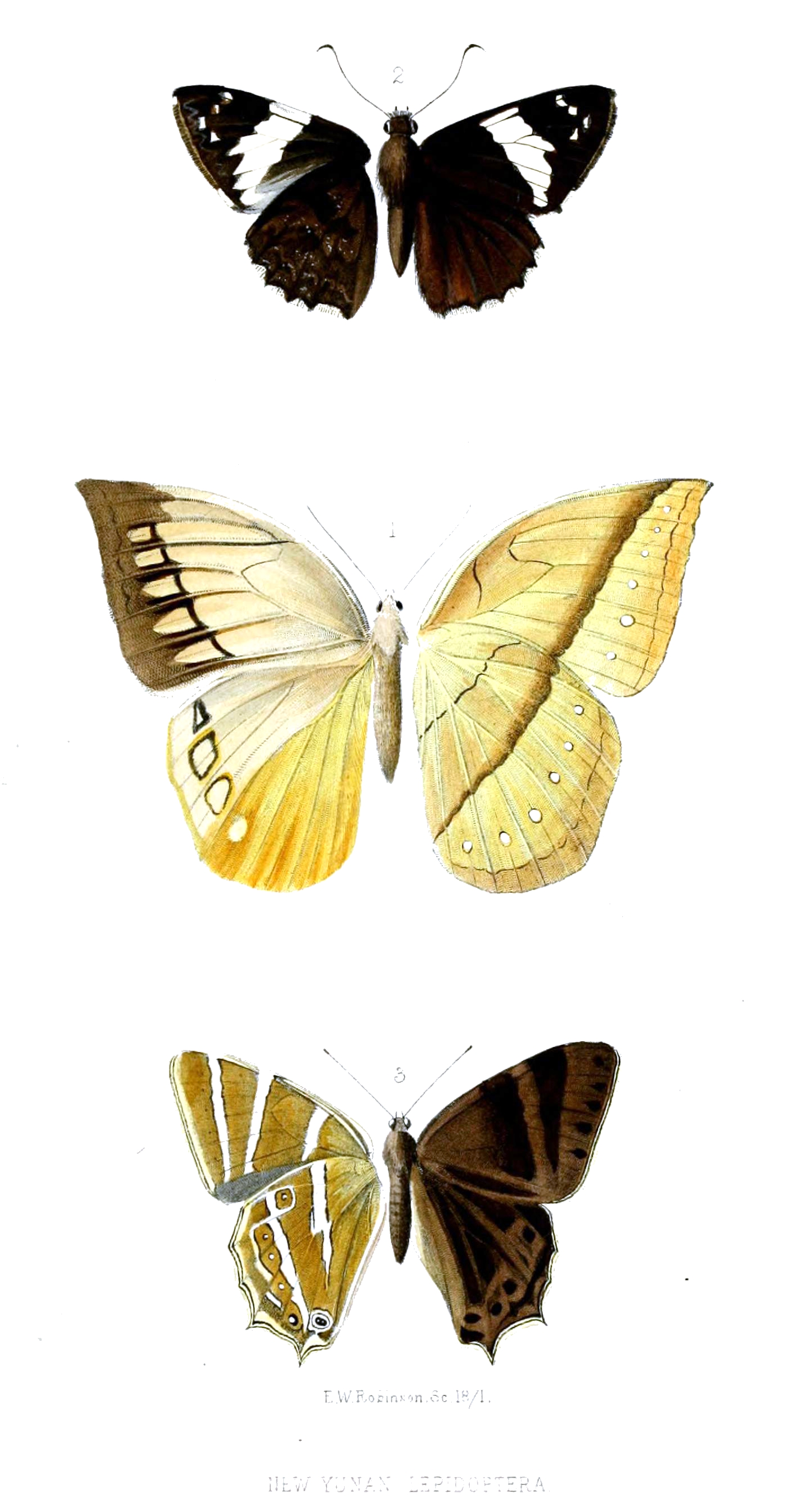
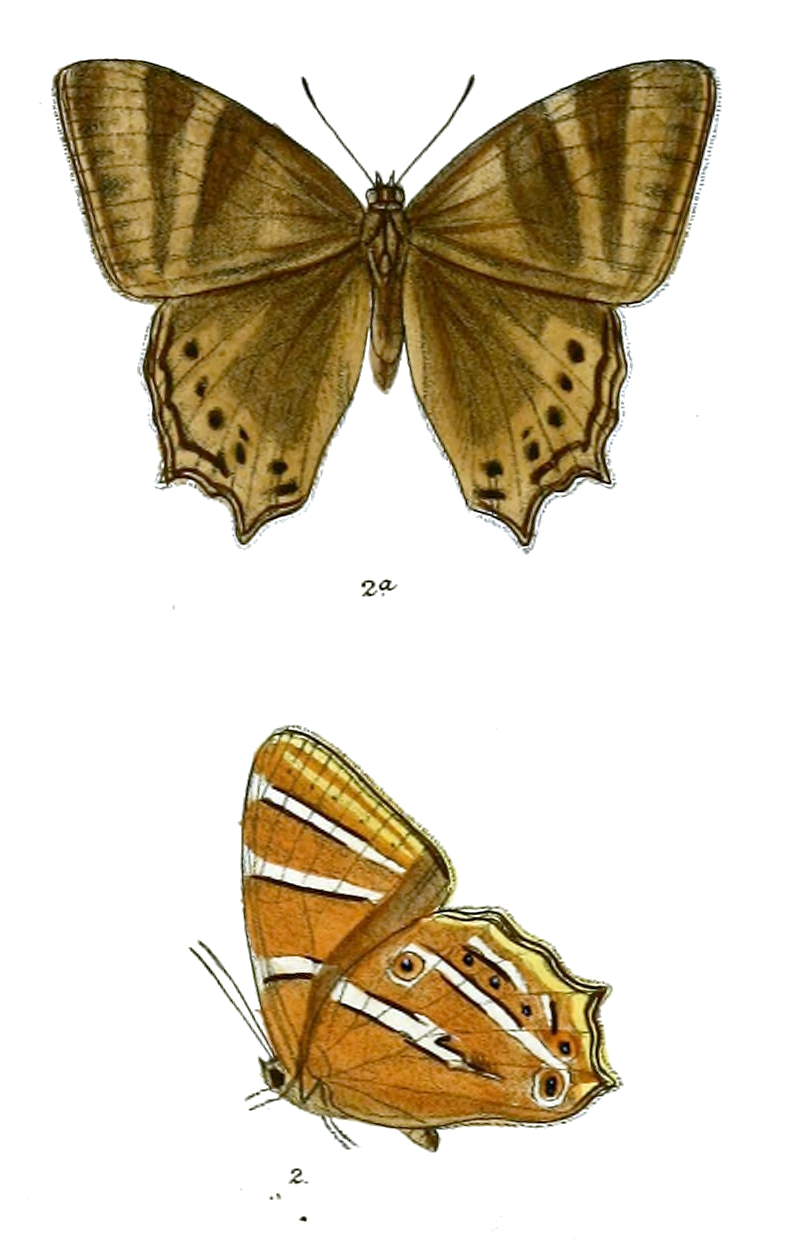